# Lucky Man (Luke-Mockridge-Tour)
Lucky Man bezeichnet das zweite Comedy-Programm des italienisch-kanadischen Komikers Luke Mockridge.
Im Rahmen der Tour spielte Mockridge über 150 Shows, darunter acht in Österreich und vier in der Schweiz.

## Tourverlauf
Der Auftakt der Tournee fand im Januar 2017 in Leipzig statt, beendet wurde sie im September 2018 in Landshut.
Die Tour begann im Januar 2017 mit rund 40 ausverkauften Preview-Shows, bei denen Mockridge überwiegend in kleineren Hallen spielte.
Aufgrund des großen Erfolges und hoher Verkaufszahlen wurde bereits vor dem eigentlich Tourauftakt im April 2017 eine Zusatztour für das Jahr 2018 angekündigt. Auch die Shows der regulären sowie der Zusatztour waren zum Großteil ausverkauft. Mockridge wurden deshalb mehrere Sold-Out-Awards überreicht.
Eine Aufzeichnung von Lucky Man erfolgte im März 2018 in der Kölner Lanxess Arena. Im April 2018 wurde diese erstmals auf dem Privatsender Sat.1 ausgestrahlt. Die dazugehörige DVD erschien nach Beendigung der Tour im September 2018.
Im April 2018 kündigte Mockridge eine Verlängerung des Programms unter dem Namen Lucky Man Unplugged – Die Nachspielzeit an, bei welcher, ähnlich wie bei den Preview-Shows, eher kleinere Hallen in intimerer Atmosphäre bespielt wurden.
Lucky Man wurde medial größtenteils positiv rezipiert. Hervorgehoben wurden vor allem Mockridges musikalische Fähigkeiten, seine Interaktion mit dem Publikum sowie sein improvisatorisches Talent.
Für Lucky Man wurde Mockridge sowohl 2017 als auch 2018 mit dem Deutschen Comedypreis in der Kategorie „Erfolgreichster Live-Act“ ausgezeichnet.

## Auftritte
| Datum                                   | Stadt                | Land        | Veranstaltungsort               | Bemerkungen                             |
| --------------------------------------- | -------------------- | ----------- | ------------------------------- | --------------------------------------- |
| 6. Januar 2017                          | Leipzig              | Deutschland | Blauer Salon                    | Preview; ausverkauft                    |
| 7. Januar 2017                          | Zwickau              | Deutschland | Alter Gasometer                 | Preview; ausverkauft                    |
| 8. Januar 2017                          | Pirna                | Deutschland | Tom-Pauls-Theater               | Preview; ausverkauft                    |
| 12. Januar 2017                         | Potsdam              | Deutschland | Lindenpark                      | Preview; ausverkauft                    |
| 13. Januar 2017                         | Bad Saarow           | Deutschland | Theater am See                  | Preview; ausverkauft                    |
| 14. Januar 2017                         | Cottbus              | Deutschland | Alte Chemiefabrik               | Preview; ausverkauft                    |
| 15. Januar 2017                         | Dresden              | Deutschland | Tonne                           | Preview; ausverkauft                    |
| 19. Januar 2017                         | Burglengenfeld       | Deutschland | Veranstaltungszentrum           | Preview; ausverkauft                    |
| 20. Januar 2017                         | Hallstadt            | Deutschland | Kulturboden                     | Preview; ausverkauft                    |
| 21. Januar 2017                         | Gießen               | Deutschland | Kongresshalle                   | Preview; ausverkauft                    |
| 22. Januar 2017                         | Darmstadt            | Deutschland | Ernst-Ludwig Saal               | Preview; ausverkauft                    |
| 25. Januar 2017                         | Schwäbisch Gmünd     | Deutschland | Prediger                        | Preview; ausverkauft                    |
| 26. Januar 2017                         | Freiburg             | Deutschland | Bürgerhaus Zähringen            | Preview; ausverkauft                    |
| 27. Januar 2017                         | Bad Säckingen        | Deutschland | Gloria-Theater                  | Preview; ausverkauft                    |
| 28. Januar 2017                         | Tübingen             | Deutschland | Sudhaus                         | Preview; ausverkauft                    |
| 1. Februar 2017                         | Uhingen              | Deutschland | Uditorium                       | Preview; ausverkauft                    |
| 2. Februar 2017                         | Laupheim             | Deutschland | Schloss                         | Preview; ausverkauft                    |
| 3. Februar 2017                         | Bad Mergentheim      | Deutschland | Kursaal                         | Preview; ausverkauft                    |
| 4. Februar 2017                         | Haßfurt              | Deutschland | Stadthalle                      | Preview; ausverkauft                    |
| 9. Februar 2017                         | Datteln              | Deutschland | Stadthalle                      | Preview; ausverkauft                    |
| 10. Februar 2017                        | Daun                 | Deutschland | Forum                           | Preview; ausverkauft                    |
| 11. Februar 2017                        | Mainz                | Deutschland | Frankfurter Hof                 | Preview; ausverkauft                    |
| 12. Februar 2017                        | Buchen               | Deutschland | Stadthalle                      | Preview; ausverkauft                    |
| 16. Februar 2017                        | Neuruppin            | Deutschland | Kulturhaus                      | Preview; ausverkauft                    |
| 17. Februar 2017                        | Salzwedel            | Deutschland | Kulturhaus                      | Preview; ausverkauft                    |
| 18. Februar 2017                        | Verden               | Deutschland | Stadthalle                      | Preview; ausverkauft                    |
| 19. Februar 2017                        | Osnabrück            | Deutschland | Rosenhof                        | Preview; ausverkauft                    |
| 2. März 2017                            | Attendorn            | Deutschland | Stadthalle                      | Preview; ausverkauft                    |
| 3. März 2017                            | Alsdorf              | Deutschland | Stadthalle                      | Preview; ausverkauft                    |
| 4. März 2017                            | Paderborn            | Deutschland | Paderhalle                      | Preview; ausverkauft                    |
| 5. März 2017                            | Arnsberg             | Deutschland | Sauerlandtheater                | Preview; ausverkauft                    |
| 9. März 2017                            | Balingen             | Deutschland | Stadthalle                      | Preview; ausverkauft                    |
| 10. März 2017                           | Tuttlingen           | Deutschland | Stadthalle                      | Preview; ausverkauft                    |
| 11. März 2017                           | Friedrichshafen      | Deutschland | Graf-Zeppelin-Haus              | Preview; ausverkauft                    |
| 12. März 2017                           | Konstanz             | Deutschland | Bodenseeforum                   | Preview; ausverkauft                    |
| 16. März 2017                           | Beverungen           | Deutschland | Stadthalle                      | Preview; ausverkauft                    |
| 17. März 2017                           | Gütersloh            | Deutschland | Stadthalle                      | Preview; ausverkauft                    |
| 18. März 2017                           | Soest                | Deutschland | Stadthalle                      | Preview; ausverkauft                    |
| 19. März 2017                           | Rheine               | Deutschland | Stadthalle                      | Preview; ausverkauft                    |
| 23. März 2017                           | Osterholz-Scharmbeck | Deutschland | Stadthalle                      | Preview; ausverkauft                    |
| 24. März 2017                           | Cloppenburg          | Deutschland | Stadthalle                      | Preview; ausverkauft                    |
| 25. März 2017                           | Cuxhaven             | Deutschland | Kugelbake                       | Preview; ausverkauft                    |
| 26. März 2017                           | Kiel                 | Deutschland | Kieler Schloss                  | Preview; ausverkauft                    |
| 20. April 2017                          | Siegen               | Deutschland | Siegerlandhalle                 | offizieller Tourbeginn; ausverkauft     |
| 21. April 2017                          | Aschaffenburg        | Deutschland | Frankenstolz Arena              | ausverkauft                             |
| 22. April 2017                          | Würzburg             | Deutschland | S.Oliver Arena                  | ausverkauft                             |
| 23. April 2017                          | Hof                  | Deutschland | Freiheitshalle                  | ausverkauft                             |
| 26. April 2017                          | Hamm                 | Deutschland | Westpress Arena                 | ausverkauft                             |
| 27. April 2017                          | Hamm                 | Deutschland | Westpress Arena                 | ausverkauft                             |
| 28. April 2017                          | Lingen               | Deutschland | Emslandhalle                    | ausverkauft                             |
| 29. April 2017                          | Düsseldorf           | Deutschland | ISS-Dome                        | ausverkauft                             |
| 4. Mai 2017                             | Minden               | Deutschland | Kampa-Halle                     | ausverkauft                             |
| 5. Mai 2017                             | Bremen               | Deutschland | ÖVB-Arena                       | ausverkauft                             |
| 6. Mai 2017                             | Flensburg            | Deutschland | Campushalle                     | ausverkauft                             |
| 7. Mai 2017                             | Rostock              | Deutschland | Messe                           | ausverkauft                             |
| 11. Mai 2017                            | Bielefeld            | Deutschland | Seidensticker Halle             | ausverkauft                             |
| 12. Mai 2017                            | Berlin               | Deutschland | Mercedes-Benz Arena             | ausverkauft                             |
| 13. Mai 2017                            | Hannover             | Deutschland | TUI-Arena                       | ausverkauft                             |
| 14. Mai 2017                            | Dortmund             | Deutschland | Westfalenhalle                  | ausverkauft                             |
| 18. Mai 2017                            | Erfurt               | Deutschland | Messe                           |                                         |
| 19. Mai 2017                            | Braunschweig         | Deutschland | Volkswagen Halle                | ausverkauft                             |
| 20. Mai 2017                            | Hamburg              | Deutschland | Barclaycard Arena               | ausverkauft                             |
| 21. Mai 2017                            | Schwerin             | Deutschland | Sport- und Kongresshalle        |                                         |
| 25. Mai 2017                            | Saarbrücken          | Deutschland | Saarlandhalle                   |                                         |
| 26. Mai 2017                            | Karlsruhe            | Deutschland | Schwarzwaldhalle                | ausverkauft                             |
| 27. Mai 2017                            | Frankfurt            | Deutschland | Festhalle                       | ausverkauft                             |
| 28. Mai 2017                            | Fulda                | Deutschland | Esperantohalle                  | ausverkauft                             |
| 8. Juni 2017                            | Bielefeld            | Deutschland | Seidensticker Halle             | ausverkauft                             |
| 9. Juni 2017                            | Köln                 | Deutschland | Lanxess Arena                   | ausverkauft                             |
| 10. Juni 2017                           | Stuttgart            | Deutschland | Hanns-Martin-Schleyer-Halle     | ausverkauft                             |
| 11. Juni 2017                           | Mannheim             | Deutschland | SAP Arena                       | ausverkauft                             |
| 15. Juni 2017                           | Wien                 | Österreich  | Wiener Stadthalle               |                                         |
| 16. Juni 2017                           | Regensburg           | Deutschland | Donauhalle                      | ausverkauft                             |
| 17. Juni 2017                           | Nürnberg             | Deutschland | Arena Nürnberger Versicherung   | ausverkauft                             |
| 18. Juni 2017                           | München              | Deutschland | Olympiahalle                    |                                         |
| 7. September 2017                       | Zürich               | Schweiz     | Hallenstadion                   |                                         |
| 8. September 2017                       | Basel                | Schweiz     | Eventhalle                      |                                         |
| 9. September 2017                       | Bern                 | Schweiz     | Festhalle                       |                                         |
| 10. September 2017                      | St. Gallen           | Schweiz     | Messe                           |                                         |
| 14. September 2017                      | Münster              | Deutschland | Halle Münsterland               | ausverkauft                             |
| 15. September 2017                      | Bremerhaven          | Deutschland | Stadthalle                      | ausverkauft                             |
| 16. September 2017                      | Kiel                 | Deutschland | Sparkassen-Arena                |                                         |
| 17. September 2017                      | Oldenburg            | Deutschland | EWE Arena                       | ausverkauft                             |
| 21. September 2017                      | Chemnitz             | Deutschland | Arena                           |                                         |
| 22. September 2017                      | Leipzig              | Deutschland | Arena                           |                                         |
| 23. September 2017                      | Göttingen            | Deutschland | Lokhalle                        | ausverkauft                             |
| 24. September 2017                      | Wetzlar              | Deutschland | Rittal-Arena                    | ausverkauft                             |
| 28. September 2017                      | Passau               | Deutschland | Dreiländerhalle                 | ausverkauft                             |
| 29. September 2017                      | Salzburg             | Österreich  | Salzburgarena                   |                                         |
| 30. September 2017                      | Innsbruck            | Österreich  | Olympiahalle                    |                                         |
| 1. Oktober 2017                         | Dornbirn             | Österreich  | Dornbirner Messe                |                                         |
| 4. Oktober 2017                         | Neu-Ulm              | Deutschland | Ratiopharm-Arena                |                                         |
| 5. Oktober 2017                         | Ravensburg           | Deutschland | Oberschwabenhalle               |                                         |
| 6. Oktober 2017                         | Kempten              | Deutschland | Bigbox Allgäu                   | ausverkauft                             |
| 7. Oktober 2017                         | Heilbronn            | Deutschland | Red Blue                        | ausverkauft                             |
| 11. Oktober 2017                        | Lemgo                | Deutschland | Lipperlandhalle                 |                                         |
| 12. Oktober 2017                        | Quakenbrück          | Deutschland | Artland-Arena                   | ausverkauft                             |
| 13. Oktober 2017                        | Krefeld              | Deutschland | Königpalast                     | ausverkauft                             |
| 14. Oktober 2017                        | Oberhausen           | Deutschland | KöPi-Arena                      | ausverkauft                             |
|                                         |                      |             |                                 |                                         |
| Zusatztour 2018                         |                      |             |                                 |                                         |
| 18. Januar 2018                         | Offenburg            | Deutschland | Baden-Arena                     | ausverkauft                             |
| 19. Januar 2018                         | Augsburg             | Deutschland | Schwabenhalle                   | ausverkauft                             |
| 20. Januar 2018                         | Kempten              | Deutschland | Bigbox Allgäu                   | ausverkauft                             |
| 21. Januar 2018                         | Saarbrücken          | Deutschland | Saarlandhalle                   | ausverkauft                             |
| 24. Januar 2018                         | Würzburg             | Deutschland | S.Oliver Arena                  | verlegt vom 14. April 2018              |
| 25. Januar 2018                         | Frankfurt            | Deutschland | Festhalle                       |                                         |
| 26. Januar 2018                         | Erfurt               | Deutschland | Messehalle                      |                                         |
| 27. Januar 2018                         | Hannover             | Deutschland | TUI Arena                       |                                         |
| 1. Februar 2018                         | Wien                 | Österreich  | Wiener Stadthalle               |                                         |
| 2. Februar 2018                         | Graz                 | Österreich  | Stadthalle Graz                 |                                         |
| 3. Februar 2018                         | Linz                 | Österreich  | TipsArena                       |                                         |
| 4. Februar 2018                         | Bamberg              | Österreich  | Brose Arena                     |                                         |
| 8. Februar 2018                         | Koblenz              | Deutschland | Conlog Arena                    |                                         |
| 9. Februar 2018                         | Koblenz              | Deutschland | Conlog Arena                    |                                         |
| 10. Februar 2018                        | Mannheim             | Deutschland | SAP Arena                       |                                         |
| 11. Februar 2018                        | Stuttgart            | Deutschland | Hanns-Martin-Schleyer-Halle     |                                         |
| 15. Februar 2018                        | Essen                | Deutschland | Grugahalle                      | ausverkauft                             |
| 16. Februar 2018                        | Essen                | Deutschland | Grugahalle                      | ausverkauft                             |
| 17. Februar 2018                        | Krefeld              | Deutschland | Königspalast                    |                                         |
| 18. Februar 2018                        | Düsseldorf           | Deutschland | ISS Dome                        |                                         |
| 2. März 2018                            | Hof                  | Deutschland | Freiheitshalle                  | verlegt vom 13. April 2018; ausverkauft |
| 3. März 2018                            | Dresden              | Deutschland | Messe                           | ausverkauft                             |
| 4. März 2018                            | Zwickau              | Deutschland | Stadthalle                      | ausverkauft                             |
| 8. März 2018                            | Trier                | Deutschland | Arena Trier                     | ausverkauft                             |
| 9. März 2018                            | Trier                | Deutschland | Arena Trier                     |                                         |
| 10. März 2018                           | Aschaffenburg        | Deutschland | F.A.N. Frankenstolz Arena       | ausverkauft                             |
| 11. März 2018                           | Wetzlar              | Deutschland | Rittal-Arena                    | ausverkauft                             |
| 15. März 2018                           | Berlin               | Deutschland | Mercedes-Benz Arena             |                                         |
| 16. März 2018                           | Neubrandenburg       | Deutschland | Jahnsportforum                  | ausverkauft                             |
| 17. März 2018                           | Magdeburg            | Deutschland | Getec Arena                     | ausverkauft                             |
| 18. März 2018                           | Hamburg              | Deutschland | Barclaycard Arena               | ausverkauft                             |
| 22. März 2018                           | Köln                 | Deutschland | Lanxess Arena                   | TV-Aufzeichnung; ausverkauft            |
| 23. März 2018                           | Oberhausen           | Deutschland | KöPi-Arena                      | ausverkauft                             |
| 24. März 2018                           | Halle                | Deutschland | Gerry Weber Stadion             | ausverkauft                             |
| 19. April 2018                          | Oldenburg            | Deutschland | EWE Arena                       | ausverkauft                             |
| 20. April 2018                          | Lingen               | Deutschland | Emslandhalle                    | ausverkauft                             |
| 21. April 2018                          | Bremen               | Deutschland | ÖVB-Arena                       | ausverkauft                             |
| 22. April 2018                          | Flensburg            | Deutschland | Campushalle                     | ausverkauft                             |
| 26. April 2018                          | Regensburg           | Deutschland | Donau-Arena                     | ausverkauft                             |
| 27. April 2018                          | München              | Deutschland | Olympiahalle                    |                                         |
| 28. April 2018                          | Nürnberg             | Deutschland | Arena Nürnberger Versicherung   | ausverkauft                             |
| 29. April 2018                          | Ingolstadt           | Deutschland | Saturn-Arena                    | ausverkauft                             |
| 3. Mai 2018                             | Kassel               | Deutschland | Rothenbach-Halle                |                                         |
| 4. Mai 2018                             | Karlsruhe            | Deutschland | DM Arena                        | ausverkauft                             |
| 5. Mai 2018                             | Grefrath             | Deutschland | Grefrather EisSport & EventPark | ausverkauft                             |
| 6. Mai 2018                             | Dortmund             | Deutschland | Westfalenhalle                  | ausverkauft                             |
|                                         |                      |             |                                 |                                         |
| Lucky Man Unplugged – Die Nachspielzeit |                      |             |                                 |                                         |
| 4. September 2018                       | Hildesheim           | Deutschland | Halle 39                        |                                         |
| 5. September 2018                       | Suhl                 | Deutschland | Congress Centrum                |                                         |
| 6. September 2018                       | Bensheim             | Deutschland | Weststadthalle                  |                                         |
| 7. September 2018                       | Göppingen            | Deutschland | EWS Arena                       |                                         |
| 8. September 2018                       | Balingen             | Deutschland | Volksbank Messe                 |                                         |
| 11. September 2018                      | Emsdetten            | Deutschland | Ems Halle                       |                                         |
| 12. September 2018                      | Offenbach            | Deutschland | Stadthalle                      |                                         |
| 13. September 2018                      | Jena                 | Deutschland | Sparkassen-Arena                |                                         |
| 14. September 2018                      | Bayreuth             | Deutschland | Oberfrankenhalle                |                                         |
| 15. September 2018                      | Landshut             | Deutschland | Sparkassen-Arena                |                                         |
|                                         |                      |             |                                 |                                         |
| Insgesamt                               |                      |             |                                 |                                         |